# سیارک ۴۲۴۹
سیارک ۴۲۴۹ (به انگلیسی: 4249 Kremze، نامگذاری:1984SC2) چهار هزار و دویست و چهل و نهمین سیارک کشف شده‌است که در ۲۹ سپتامبر ۱۹۸۴ کشف شد.
قدر مطلق سیارک برابر ۱۲٫۰۰ است.